# 樊鍾秀
樊钟秀（1888年—1930年6月5日 †），原名全有，后改钟秀，字醒民，河南省宝丰县夏庄（今属河南省平顶山市石龙区）人，中华民国军事人物。中原大戰參加馮玉祥陣營，任第八方面军總司令，與蔣介石對抗，被空襲，陣亡。

## 生平
樊钟秀自幼入私塾，學習八股文與四書五經。14岁时入少林寺习國術三年。1911年冬，应参加武昌起义的少林寺拳友李亚东等人邀请，他来到湖北，结识了革命党首领黄兴等人。1912年初，他被湖北都督黎元洪任命为北伐左翼先遣军副司令，率五个营的兵力开赴河南，接连攻克新野、邓州、南阳。袁世凯派其表弟张镇芳任河南督军，来到河南进行镇压，先遣军遭到瓦解，樊钟秀等人被通令缉捕。
樊钟秀潜回宝丰县老家，并举家西迁到陕西黄龙县山区。此后为躲避土匪，樊钟秀被迫三次迁居，最后刚于西盘头落脚，便遭到以黄彪为首的土匪欺负。樊钟秀和好友郭金榜等人乃趁夜色上山杀死匪首黄彪。接着他率人南下澄城消灭冯原镇民团，击毙了该民团团总刘昭乙。后他又回黄龙县，消灭了清明山民团，杀死了队长郭玉山。其事迹传出后，许多绿林好汉和刀客（刀客是清朝末年陕西东部的民间秘密武装，因其成员常佩大约长三尺、宽两寸的“关山刀子”而得此名）都来投靠他。半年内，他聚集了一百多人、步槍。此后，樊两度攻破宜川，并曾突然袭击宜君，以致陕西当局不能向这些县派出知事。陕西将军陆建章派其子陆承武的结拜兄弟商震率一个正规团征剿，商震因怕兵力受损而滞留延安不敢出战。陆建章乃开始拉拢并试图收编樊钟秀部。
1915年冬，陕北革命党人惠又光来到黄龙山区，向樊钟秀介绍陕西人民“反袁逐陆”的情况，并告诫樊钟秀不要投靠陆建章。樊钟秀听取了惠又光的意见，亲自拟定讨袁檄文并通电全国。不久，他接受陈树藩所派说客阎锡民（宝丰县人）的建议，派部队切断了西安至延安的交通，迫使商震率部东渡黄河投靠阎锡山，为陕西“反袁逐陆”作出了贡献。
1916年6月，陈树藩取代陆建章任陕西将军，随即投靠北洋政府。1917年，胡景翼、郭坚、曹世英等人起兵反陈，成立陕西靖国军。同年冬，陈树藩派阎锡民到陕北游说樊钟秀，樊钟秀接受了陈树藩的改编，并奉命南下，和陈树藩部曾继贤汇合，共同攻打靖国军的根据地三原，进攻失败后退守泾阳。曹世英派人密约樊钟秀里应外合夺取泾阳，但因联络失败而未能成功。不久，胡景翼部张义安等人率部进攻西安，樊钟秀部被陈树藩调往西安援救。樊钟秀率部进驻西安后，受张义安鼓动而脱离陈树藩，加入靖国军。此后，樊钟秀部赴商州地区休整。
1918年8月，于右任应邀回到陕西任陕西靖国军总司令，将靖国军编为六路，樊钟秀任第二路司令。陈树藩向河南督军赵倜求援，并以陕西省长一职作为诱饵，请刘镇华率镇嵩军进入陕西进行援救。
同年四五月间，樊钟秀得知陈树藩在保定训练的一个旅将入驻潼关，遂接受了惠又光的建议，突袭潼关击溃了陈树藩部，缴获了大量武器弹药，三天后撤回商南。次年6月，樊钟秀部开入蓝田，并曾奔袭西安灞桥，击溃了陈树藩部一个团，打伤了一名旅长。不久，他又进攻驻零口的刘镇华部。此后，樊钟秀部向西经大王镇进攻户县、周至。陈树藩派刘镇华率镇嵩军出击，樊钟秀撤入周至城固守。此时因北京政府调集奉天、直隶、山西、甘肃、四川、湖北等省军队从四面开入陕西，靖国军各路无法援助樊钟秀部。樊钟秀在靖国军副总司令张钫的帮助下固守53天后，于1919年1月突围撤至凤翔， 同陕西靖国军第一路郭坚部、援助陕西的云南靖国军第八军叶荃部汇合。此后樊钟秀、郭坚和驻凤翔、岐山地区的援陈奉军许兰洲部和谈，接受奉军改编，樊钟秀任第一支队司令。云南靖国军第八军叶荃部不愿接受改编，遂开赴耀县，同靖国军其他各路会合。
1920年直皖战争爆发，樊钟秀随许兰洲部出潼关。此后樊钟秀部曾隶属直军吴佩孚，受赵倜节制，被改编为豫东第五混成旅。1923年，樊钟秀部调驻赣南，受孙中山节制，脱离了直军序列。不久，樊钟秀率部开入广东，被任命为讨逆军司令，参与讨伐陈炯明，因战斗屡胜而受到孙中山赞为“好同志，真革命”，孙中山还召开大会为樊钟秀庆功。1924年1月，樊钟秀当选中国国民党第一届中央候补监察委员。同年10月任北伐先遣队总指挥。同月，樊钟秀部被孙中山授为建国豫军，樊钟秀任建国豫军总司令。此后，樊钟秀部转战湖南、江西、河南。1925年春，樊钟秀部一度归河南督军和国民军第二军节制，在豫西参加了消灭镇嵩军憨玉琨部的战斗。国民军第二军失败后，樊钟秀部撤到京汉线以西，多次粉碎了吴佩孚的围剿，克复了南阳县等县。
1926年7月，樊钟秀率部参加北伐，在武胜关截断了吴佩孚部的后路，吴佩孚差点被俘虏。1927年6月后，樊钟秀历任国民革命军第四十五军军长、国民政府委员、国民政府军事委员会委员、军事参议院参议。
1928年春，樊鍾秀奪得鞏縣、偃師，進圍登封，以少林寺為司令部。同為馮玉祥部下的石友三於3月15－16日縱火焚燒法堂及諸殿，200多名僧眾幾乎被殺盡，大批珍貴文物及藏經化為灰燼。
1930年初，樊钟秀回到河南，重新召集旧部，被冯玉祥编为第八方面军，樊钟秀被任命为该方面军总司令，参加中原大战。同年6月4日晨，樊钟秀在许昌南关视察督战后正欲回城，被北上協助國民革命軍的廣東空軍飛機隊空襲負傷，6月5日樊钟秀因傷重不治。